# Diamesa parancysta
Diamesa parancysta är en tvåvingeart som beskrevs av Serra-tosio 1983. Diamesa parancysta ingår i släktet Diamesa och familjen fjädermyggor.
Artens utbredningsområde är Mongoliet. Arten har ej påträffats i Sverige. Inga underarter finns listade i Catalogue of Life.